# From (SQL)
Die FROM-Klausel in der Datenbanksprache SQL definiert die Verwendung einer oder mehrerer Tabellen in einer Abfrage. Als reserviertes Wort im SQL-Standard lautet die allgemeine Form einer Abfrage:
```
SELECT
 
Spaltenname
 
FROM
 
Tabellenname
 [
WHERE
 
Bedingung
]
```

Die FROM-Klausel gibt die Tabellen für zu löschende Zeilen innerhalb von Delete-Anweisungen an und definiert die Tabellen für Abfragen in Unterabfragen (Subqueries) von Update-Anweisungen. Tabellen, Sichten (Views) oder aber auch Informationsschemata (allgemeine Datenbankinformationen) bilden die Grundlage für die FROM-Klausel.

## Beispiele
Gebe nur Zeilen der Tabelle meineTabelle aus mit Spaltenwerten von meineSpalte größer als 100:
```
SELECT
 
*

FROM
   
meineTabelle

WHERE
  
meineSpalte
 
>
 
100

```

Entferne alle Einträge der Tabelle Bäume mit einer Höhe kleiner als 80.
```
DELETE
 
FROM
 
Bäume

 
WHERE
 
Höhe
 
<
 
80
;

```

Verwende die FROM-Klausel in einer Unterabfrage (auch Subquery genannt), um die Bedingungen für die Auswahl von zu verändernden Zeilen zu definieren:
```
UPDATE
 
T1

   
SET
 
C1
 
=
 
2

 
WHERE
 
C2
 
IN
 
(
 
SELECT
 
C3

                 
FROM
 
T2

                
WHERE
 
C4
 
=
 
0
)

```

## Datenbankoperationen ohne FROM
Manche DBMS benötigen die FROM-Klausel nicht, um einen einzelnen Wert oder eine einzelne Zeile auszugeben. In Datenbanksystem von Oracle funktioniert dies z. B. über die sogenannte DUAL Table:
```
SELECT
 
3
.
14
 
AS
 
Kreiszahl

```

Andere Systeme erfordern jedoch auch hier ein Schlüsselwort (auch Keyword genannt) um die betreffende Daten auszuwählen:
```
SELECT
 
to_char
(
sysdate
,
 
'Dy DD-Mon-YYYY HH24:MI:SS'
)
 
as
 
"Aktuelle Zeit"

FROM
 
dual
;

```

In Sybase benötigt die Ausgabe von globalen Variablen wie die verwendete Version keine FROM-Klausel:
```
SELECT
 
@@
version

```

Eine UPDATE-Anweisung ohne Unterabfrage benötigt keine FROM-Klausel::
```
UPDATE
 
t1
 
SET
 
col1
 
=
 
col1
 
+
 
1

```